# Cyrtodactylus malayanus
Espèce
Synonymes
- Gymnodactylus malayanus de Rooij, 1915

Cyrtodactylus malayanus est une espèce de geckos de la famille des Gekkonidae.

## Répartition
Cette espèce est endémique de Bornéo. Elle se rencontre au Sarawak et au Kalimantan.

## Publication originale
- de Rooij, 1915 : The Reptiles of the Indo-Australian Archipelago. I. Lacertilia, Chelonia, Emydosauria. Leiden, E. J. Brill, p. 1-384 (texte intégral).